# Serrat del Coll (Castellar de la Ribera)
El Serrat del Coll és una serra situada al municipi de Castellar de la Ribera (Solsonès), amb una elevació màxima de 714,3 metres.